# Eutropiusz (imię)
Eutropiusz – imię męskie pochodzenia greckiego. W greckim języku złożone jest z elementów: eu- dobry i -trópos – obyczaj. Greckie Eutrópios (łac. Eutropius) oznaczało człowieka dobrych obyczajów.  
W Kościele katolickim było dziewięciu świętych o tym imieniu.
Eutropiusz imieniny obchodzi 12 stycznia, 3 marca, 30 kwietnia i 27 maja.
Żeński odpowiednik: Eutropia

## Osoby  tym imieniu

### Święci
- Eutropiusz (zm. 308) – święty Kościoła katolickiego i prawosławnego, męczennik
- Eutropiusz (zm. ok. 405) – święty Kościoła katolickiego, lektor z Konstantynopola, męczennik
- Eutropiusz z Saintes – święty Kościoła katolickiego, biskup Saintes, męczennik
- Eutropiusz z Orange (zm. 475) – święty Kościoła katolickiego i prawosławnego, biskup Orange, męczennik

### Inni
- Eutropiusz z Walencji – wczesnochrześcijański pisarz i teolog
- Eutropiusz – historyk rzymski z IV wieku, autor Brewiarium od założenia Miasta
- Eutropiusz (zm. 399) – bizantyjski dworzanin, eunuch